# Batus Inc.
British American Tobacco US, vooral bekend onder het acroniem BATUS, was de Amerikaanse dochteronderneming van de multinational British American Tobacco (BAT), de op een na grootste sigarettenfabrikant ter wereld. BATUS diende als de Amerikaanse houdstermaatschappij voor BAT. In de jaren 1960 diversifieerde het bedrijf naar gebieden als verzekeringen, drank en de ogenschijnlijk bloeiende wereld van de detailhandel.
In 2004 fuseerde BATUS met de andere Amerikaanse activiteiten van BAT, Brown & Williamson en RJ Reynolds, om Reynolds American te vormen. 

## Geschiedenis
BATUS is opgericht door British American Tobacco als een dochteronderneming om toezicht te houden op de Amerikaanse holdings in 1980. Via zijn BATUS-divisie heeft BAT zijn tabaksbedrijven gediversifieerd met overnames in de detailhandel,  papiersector (door de overname van Appleton Paper Company) en verzekeringen (door de overname van Farmers Insurance Group).
In 1972 nam BATUS Kohl Food and Department Stores over van de familie Kohl. In 1973 verwierf het bedrijf Saks Fifth Avenue en Gimbel Brothers. In 1982 verwierf BATUS Marshall Field & Co en Frederick en Nelson voor $ 310 miljoen. In 1986 verkocht BATUS Gimbels aan verschillende bedrijven, waaronder May Department Stores en Allied Stores.  Eveneens in 1986 verwierven vier investeerders Kohl's in een leveraged buy-out. 
Om de grote detailhandelsdivisies te beheren, richtten BAT en BATUS in de jaren tachtig de BATUS Retail Group op. De groep breidde het filialennetwerk van bestaande bedrijven uit en ontwikkelde Thimbles, een dameskledingbedrijf. 
In 1988 verwierf BATUS Farmers Group Inc. In 1989 trachtte Sir James Goldsmith middels een vijandige overname om BAT in handen te krijgen. In een poging de overname af te weren, stootte BAT veel van zijn Amerikaanse activiteiten af om kapitaal aan te trekken en concentreerde zich op de kernactiviteiten. De BATUS Retail Group en BATUS werden gesloten en enkele resterende administratieve onderdelen werden weer overgeheveld naar  Brown en Williamson Tobacco. 
Hoewel het bedrijf geen jaarverslag hoefde in te dienen, aangezien het een dochteronderneming was van British American Tobacco, gevestigd in Londen, publiceerde het wel rapporten om de financiering en investeringen in de Verenigde Staten te vergemakkelijken. Een van de primaire verantwoordelijkheden van BATUS was het beheer van financiering en contanten van Amerikaanse operaties. 

## Warenhuizen
De volgende warenhuizen en warenhuisketens waren eigendom van BATUS.
- The Crescent uit Spokane (Washington) (werd Frederick & Nelson 1988). In 1982 kocht BATUS Marshall Field's, eigenaar van The Crescent. BATUS verkocht The Crescent met Frederick & Nelson in 1986.
- Frederick & Nelson uit Seattle (gesloten in 1992, vlaggenschip werd een Nordstrom in 1998). In 1982 kocht BATUS Marshall Field's, eigenaar van Frederick & Nelson. BATUS verkocht Frederick & Nelson met The Crescent in 1986.
- Gimbels uit New York, Philadelphia, Pittsburgh en Milwaukee (nu Macy's). Brown en Williamson kochten Gimbels in 1973. BATUS sloot de divisie in 1986. Sommige winkels werden overgenomen door zusterdivisie Marshall Field's, die in 2006 Macy's werd.
- J.B. Ivey uit Charlotte (North Carolina), en Jacksonville (Florida) (nu Dillard's). In 1982 kocht BATUS Marshall Field's, de eigenaar van Ivey's. BATUS verkocht Ivey's in 1990 aan Dillard's.
- Kohl's uit Wisconsin (nog steeds actief). In 1972 kocht BATUS Kohl's. De supermarkten van Kohl's werden in 1983 verkocht aan A&P. BATUS verkocht de warenhuizen van Kohl in 1986.
- Marshall Field's uit Chicago (nu Macy's). In 1982 kocht BATUS Marshall Field's. BATUS verkocht Marshall Field's aan Dayton Hudson Corporation (nu Target Corporation ) in 1990. Marshall Field's werd vervolgens in 2004 gekocht door May Department Stores. May Department Stores werd in 2005 gekocht door Federated Department Stores, die in 2006 alle winkels omdoopte tot Macy's.
- Saks Fifth Avenue uit New York (nog steeds actief). Brown en Williamson verwierven Saks Fifth Avenue in 1973 met de overname van Gimbels. In 1990 verkocht BATUS Saks aan Investcorp SA, dat Saks later verkocht aan Proffitt's. Dit bedrijf veranderde zijn naam vervolgens in Saks Incorporated. Het bedrijf werd in 2013 gekocht door Hudson's Bay Company.